# 冯惟敏
馮惟敏（1511年—1578年），字汝行，號海浮，遼東廣寧左衛軍籍，山東青州府臨朐縣人，明代散曲、戲曲作家。

## 生平
與兄馮惟健、弟馮惟訥（編有《古詩紀》）以詩文名齊、魯間。嘉靖十六年（1537年）丁酉科山東鄉試舉人，授淶水縣知縣，謫鎮江府儒學教授，遷保定府通判，後來辭官歸隱，過他的田園生活。著有散曲集《石門集》、《海浮山堂詞稿》（收套數四十九套，小令一百六十七首，其中包括《農家苦》、《憂復雨》、《刈麥有感》等）和雜劇《不伏老》、《僧尼共犯》。他所住的「七里溪別墅」，風景絕佳，在他的散曲裡，時常歌詠那裡的風光。
他的散曲特色有三點：
一、題材廣闊，內容豐富。
二、語言活潑自然。
三、北方爽朗豪邁的風格，發揮無遺，故有「曲中辛棄疾之稱」。

## 外部連結
- 山东省情网